# Eumastax simoni
Eumastax simoni är en insektsart som beskrevs av Marius Descamps 1971. Eumastax simoni ingår i släktet Eumastax och familjen Eumastacidae.

## Underarter
Arten delas in i följande underarter:
- E. s. simoni
- E. s. luteifrons